# 北海道旧土人保護法
北海道旧土人保護法（ほっかいどうきゅうどじんほごほう、明治32年3月2日法律第27号）は、北海道アイヌの「保護」に関する日本の法律である。

## 概要

### 制定
江戸時代より、江戸幕府は北海道を管轄する松前藩に対し、北海道アイヌの待遇改善を指示してきた。田沼意次の蝦夷地（北海道）開発を目的とした北方探索などで、松前藩の北海道アイヌに対する差別的待遇は明らかであったが、当時の各藩の独立性に加え、遠隔地であるために政府の影響力が弱かったため、改善には至らなかった。
明治維新後に政府はアイヌ保護政策をとり、授産と教化を進めてきたが、アイヌが貨幣経済に馴染めなかったこともあり、充分な成果は上げられなかった。1891年（明治24年）に北海道庁が授産指導を廃止すると、耕地を捨て放浪する者が現れ、政府が与えた生活基盤の多くが失われてしまった。こうしたアイヌの窮状を救う目的で、1893年（明治26年）に加藤政之助によって第5回帝国議会へ北海道土人保護法案が提出、アイヌ自身も代表を送り法案成立を目指して国会に陳情し、1899年（明治32年）に制定。本法附則12条の規定によって、同年4月1日から施行された。
本法の内容は、大要、次のとおりである。
- 1条：北海道旧土人であって農業に従事する者又は従事しようとする者に対しては、一戸につき、土地15,000坪以内を限り、無償下付することができる。

- 2条1項：前条の規定によって下付した土地の所有権は、次の制限に従うべきものとする。
  - 1号：相続によるほか譲渡することができない。
  - 2号：質権、抵当権、地上権又は永小作権を設定することができない。
  - 3号：北海道庁長官の許可を得なければ、地役権を設定することができない。
  - 4号：留置権、先取特権の目的となることはない。

- 2条2項：前条の規定によって下付した土地は、下付の年から起算して30年後でなければ、地租及び地方税を課さず、また、登録税を徴収しない。

- 2条3項：旧土人において、従前から所有している土地は、北海道庁長官の許可を得なければ、相続によるほか、これを譲渡し、又は第1項第2及び第3に掲げる物件を設定することができない。

- 3条：第1条によって下付した土地であって、その下付の年から起算して15年を経過してもなお開墾しない部分は、これを没収する。

- 4条：北海道旧土人であって、貧困である者に対しては、農具及び種子を給することができる。

- 5条：北海道旧土人であって、疾病に罹り、自費治療することができない者に対しては、薬価を給することができる。

- 6条：北海道旧土人であって、疾病、不具、老衰又は幼少のため自活することができない者は、従来の成規によって救助するほか、なおこれを救助し、救助中に死亡したときは、埋葬料を給することができる。

- 7条：北海道旧土人の貧困である者の子弟であって、就学する者に対しては、授業料を給することができる。

- 8条：第4条から第7条に要する費用は、北海道旧土人共有財産の収益をもってこれに充てる。もし不足があるときは、国庫よりこれを支出する。

- 9条：北海道旧土人の部落をなしたる場所には、国庫の費用をもって、小学校を設けることができる。

- 10条1項：北海道庁長官は、北海道旧土人共有財産を管理することができる。

- 10条2項：北海道庁長官は、内務大臣の認可を経て、共有者の利益のために、共有財産の処分をし、また、必要と認めるときは、その分割を拒むことができる。

- 10条3項：北海道庁長官の管理する共有財産は、北海道庁長官がこれを指定する。

- 11条：北海道庁長官は、北海道旧土人保護に関して警察令を発し、これに2円以上25円以下の罰金若しくは11日以上25日以下の禁錮の罰則を付すことができる。

### 大正8年改正
本法は、1919年（大正8年）、北海道旧土人保護法中改正法律（大正8年3月25日法律第6号）によって、一部改正された。
本法5条においては、北海道旧土人であって疾病に罹り自費治療することができない者には薬価を給することができると規定されていたところ、本改正規定によって、要件に傷痍が追加されるとともに、効果に救療が追加された。
また、本法6条において救助の対象となっていた、疾病、不具、老衰又は幼少のほかに、本改正規定によって、傷痍が追加された。
本改正規定は、北海道旧土人保護法中改正法律附則の規定によって、1919年（大正8年）4月1日から施行された。

### 昭和12年改正
本法の施行によって給与された土地の農耕を忌避する文化をもつアイヌはおおむね和人に賃貸し、自らは却って困窮するといった現象を生じた。
この実情に鑑み、本法は、1937年（昭和12年）、北海道旧土人保護法中改正法律（昭和12年3月31日法律第21号）によって、一部改正された。その結果、土地の無償給与（8,338町歩、一戸あたり2.2町歩）、進学者への学資、住宅改築8割補助金の給付等のアイヌ保護育成策が講じられた。
本改正規定の具体的内容は、次のとおりである。
- 1条の規定によって無償下付された土地については、2条1項の規定によって譲渡及び物権の設定行為が制限されていた。これについては、2条2項及び3項の規定を改正し、3条の規定によって没収を受けることなく至った土地については、北海道庁長官の許可を条件として、譲渡及び物権の設定行為の制限を撤廃することとした（ただし、相続以外の原因による所有権の移転があった後においては、適用除外となっている。）。

- 2条の2を新設し、旧法2条2項と同様に、下付の年から起算して30年後でなければ、地租及び地方税を課さないことを規定した。ただし、相続以外の原因によって所有権の移転があった土地、登記した質権の目的である土地又は登記した100年より長い存続期間を定めがある地上権の目的である土地については、適用除外となっている。また、登録税については、下付を受けた者又はその相続人について、下付若しくは相続による所有権の取得又は遺産の分割に関する登録税を課さないこととした。

- 4条の農具及び種子が、生業に要する器具、資料又は資金に改められた。

- 7条の授業料が、必要な学資に改められた。

- 7条の2を新設し、不良な住宅を改良しようとする者に対して、必要な資金を給することができることとされた。

- 7条の3を新設し、北海道旧土人の保護のため必要があるときは、これに関する施設をなし、又は施設をなす者に対して補助をすることができることとされた。

- 7条の2及び7条の3に要する費用は、北海道旧土人共有財産の収益をもってこれに充て、もし不足があるときは、国庫よりこれを支出することとされた。

- 8条の規定が削除された。

- 10条2項に規定された内務大臣の認可が不要とされた。

- 11条の規定が削除された。

本改正規定は、昭和十二年法律第二十一号（北海道旧土人保護法中改正）施行期日ノ件（昭和12年6月23日勅令第278号）官報1937年06月23日によって、（昭和12年）7月1日から施行された。

### 昭和21年改正
本法は、1946年（昭和21年）、（旧）生活保護法（昭和21年9月9日法律第17号）の制定によって、同法附則46条の規定によって、一部改正された。
その結果、本法4条から6条までの規定が削除された。
本改正規定は、生活保護法の施行期日を定める勅令（昭和21年9月20日勅令第437号）官報1946年09月20日によって、1946年（昭和21年）10月1日から施行された。

### 昭和22年改正
本法は、1947年（昭和22年）、特別法人税法の一部を改正する等の法律（昭和22年3月31日法律第29号）26条の規定によって、一部改正された。
その結果、本法2条の2の規定が削除された。
本改正規定は、特別法人税法の一部を改正する等の法律附則1条の規定によって、1947年（昭和22年）4月1日から施行された。

### 農地改革
1948年（昭和23年）、マッカーサーが指令した農地改革法により不在地主地は無条件で解放されアイヌは土地を失ったが、和人との「混住によって自立自営の精神を涵養する機会」とした者も多くいた。

### 昭和43年改正
本法は、1968年（昭和43年）、許可、認可等の整理に関する法律（昭和43年6月10日法律第94号）1条の規定によって、一部改正された。
その結果、本法7条及び7条の2の規定が削除された。
本改正規定は、許可、認可等の整理に関する法律附則1条の規定によって、公布の日（1968年（昭和43年）6月10日）から施行された。

### 廃止
条文の中には既に死文化した物も多く、また旧土人という名称へ抵抗を感じる人も居り、1970年（昭和45年）頃には旭川市が中心になって廃止運動も行われたが、北海道ウタリ協会の総会では「（アイヌを保護する法に）代わるべき法が無いのに、今すぐ廃止してしまえと言うのは無定見」と満場一致で廃止運動へ反対する決議が採択され、見解の相違が存在した。アイヌ民族からはじめての国会議員である萱野茂によって国会で廃止提案され、1997年（平成9年）5月8日、アイヌ文化の振興並びにアイヌの伝統等に関する知識の普及及び啓発に関する法律（1997年（平成9年）法律第52号、アイヌ文化振興法）は国会で全会一致で可決。7月1日、その施行に伴い廃止された（附則2条）。同時に、旭川市旧土人保護地処分法（1934年（昭和9年）法律第9号）も廃止された。
この法律は貧困にあえぐ「北海道旧土人」（アイヌ）の保護を目的とし、土地、医薬品、埋葬料、授業料の供与、供与に要する費用にはアイヌの共有財産からの収益を用い、不足時は国庫から出すこと、アイヌの共有財産は北海道庁長官が管理すること、供与地の換金を防ぐ目的で相続以外の譲渡や永小作権設定の禁止などが定められていた。
高野斗志美はこれを「アイヌの財産を収奪し、文化帝国主義的同化政策を推進するための法的根拠として活用された」と主張した。
常本照樹によれば、具体的には
1. アイヌの土地の没収
2. 収入源である漁業・狩猟の禁止
3. アイヌ固有の習慣風習の禁止
4. 日本語使用の義務
5. 日本風氏名への改名による戸籍への編入

等々が実行に移されたとされる。